# 宮崎県道50号諸塚高千穂線
宮崎県道50号諸塚高千穂線（みやざきけんどう50ごう もろつかたかちほせん）は、宮崎県東臼杵郡諸塚村から西臼杵郡高千穂町に至る県道（主要地方道）である。

## 概要
東臼杵郡諸塚村を通る国道327号を諸塚村役場付近より分岐北上して諸塚ダム方面の山中へ向かい、諸塚村と西臼杵郡日之影町の境界にある日諸峠で林道と交差する。諸塚村日諸峠 - 高千穂町向山間は、不通区間となっており、この区間の道路は供用されていない。
高千穂町向山で、宮崎県道205号向山日之影線との合流点から高千穂峡の渓谷沿いに本路線の道路が延び、高千穂町市街地の国道218号に至る。

### 路線データ
- 起点：宮崎県東臼杵郡諸塚村大字家代（国道327号交点）
- 終点：宮崎県西臼杵郡高千穂町大字三田井（国道218号交点）
- 不通区間：東臼杵郡諸塚村境界（日諸峠） - 西臼杵郡高千穂町向山

## 歴史
- 1993年（平成5年）5月11日 - 建設省から、県道新塚原高千穂線が新塚原高千穂線として主要地方道に指定される[1]。

## 路線状況
未改良区間が多く、離合困難の箇所が多い。山間部を通行するため、冬季は積雪、路面凍結の恐れがあり、大雨時は土砂災害の恐れがある。東臼杵郡諸塚村日諸峠 - 西臼杵郡高千穂町向山間は未開通であるが、六峰街道、林道の迂回路がある。

### 道路施設

#### 橋梁
- 青葉大橋（岩戸川、西臼杵郡高千穂町）

## 地理

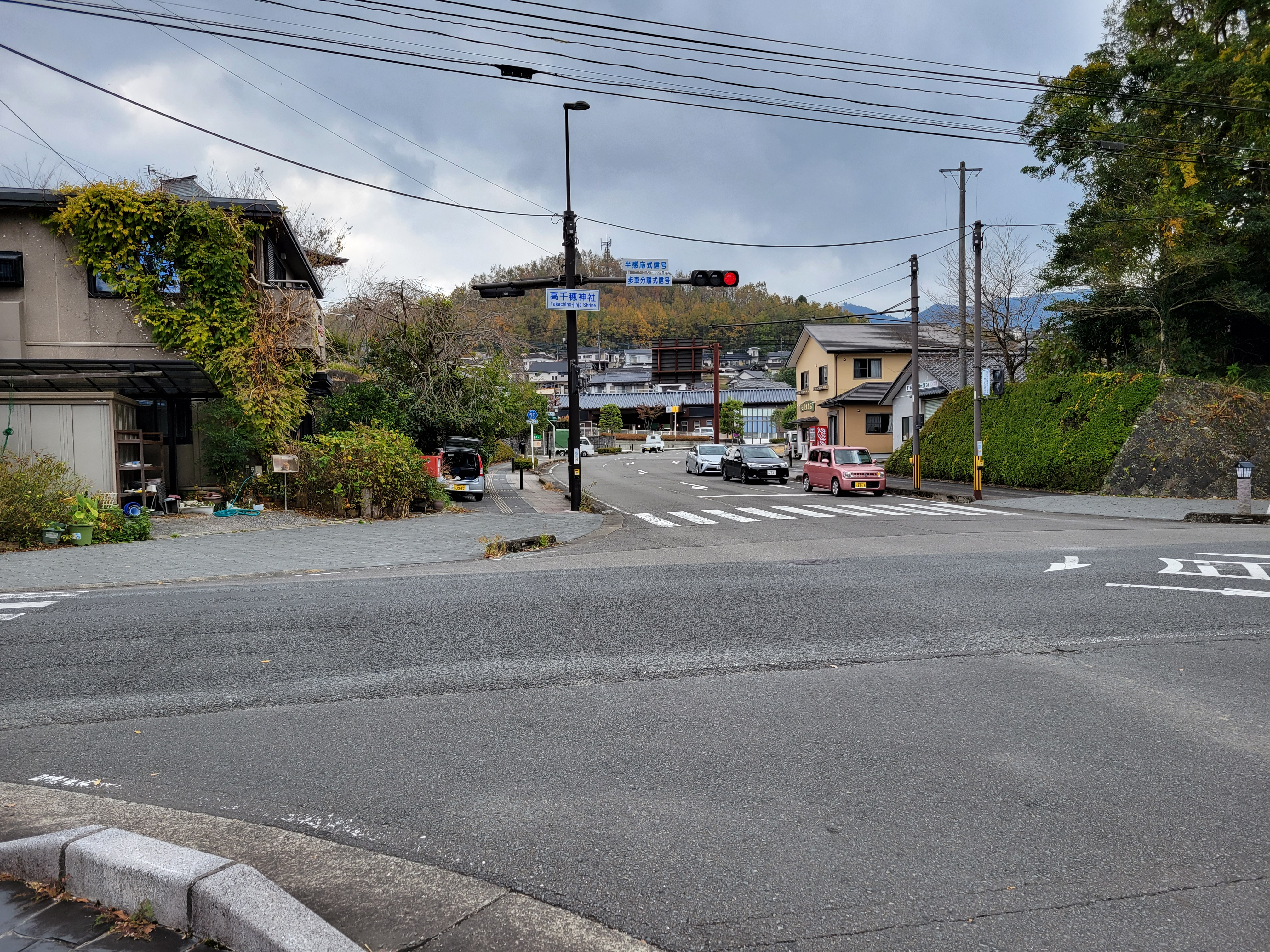
高千穂神社交差点（2022年撮影）

### 通過する自治体
- 東臼杵郡諸塚村
- 西臼杵郡高千穂町

### 交差する道路
| 交差する道路                | 市町村名 | 市町村名 | 交差する場所 | 交差する場所 |
| --------------------------- | -------- | -------- | ------------ | ------------ |
| 国道327号 国道503号 重複    | 東臼杵郡 | 諸塚村   | 大字家代     | 起点         |
| 六峰街道                    | 東臼杵郡 | 諸塚村   | 大字家代     |              |
| 宮崎県道209号上長川日之影線 | 東臼杵郡 | 諸塚村   | 大字七ツ山   |              |
| 宮崎県道205号向山日之影線   | 西臼杵郡 | 高千穂町 | 大字向山     |              |
| 宮崎県道203号土生高千穂線   | 西臼杵郡 | 高千穂町 | 大字三田井   |              |
| 国道218号 / 高千穂バイパス  | 西臼杵郡 | 高千穂町 | 大字三田井   | 終点         |

### 沿線
- 諸塚村立諸塚中学校（東臼杵郡諸塚村大字家代）
- 諸塚ダム（東臼杵郡諸塚村大字家代）
- 高千穂峡（西臼杵郡高千穂町）
- 高千穂町立高千穂中学校（西臼杵郡高千穂町大字三田井）
- 宮崎県立高千穂高等学校（西臼杵郡高千穂町大字三田井）
- 道の駅高千穂（西臼杵郡高千穂町大字三田井）

### 峠
- 日諸峠（東臼杵郡諸塚村 - 西臼杵郡高千穂町）